# Magnus Julius De la Gardie
Magnus Julius De la Gardie, född 12 mars 1674 i Stockholm, död där 28 april 1741, var en svensk greve, militär, ämbetsman och politiker (hattpartiet).

## Biografi
Magnus Julius De la Gardie var son till Axel Julius De la Gardie och friherrinnan Sophia Juliana Forbus, dotter till Arvid Forbus och Margareta Boije af Gennäs. Hans bror var Adam Carl De la Gardie. De la Gardie utmärkte sig på fransk sida i spanska tronföljdskriget och blev överste 1707. Officersbristen i Sverige efter ryska fälttåget gjorde att De la Gardie 1709 återvände till hemlandet. Han blev chef för Dalregementet och utnämndes 1713 till generalmajor och 1717 till generallöjtnant.
Frihetstiden gjorde De la Gardie till en av landets bemärkta män. Han blev riksråd i december 1718, och utnämndes 1719 mot sin önskan till rikskansliråd, men förflyttades samma år till president i Kommerskollegium, en post han innehade till 1727.
Han fortsatte dock att spela en betydelsefull under de pågående fredsförhandlingarna. Han tillhörde dem, som 1720 verkade för att överföra kronan till Fredrik av Hessen, men närmade sig senare det Holsteinska partiet. De la Gardies utpräglade franska sympatier förde honom dock till att 1726 tillsammans med Arvid Horn främja Sveriges anslutning till västmakterna. Som chef för Kommerskollegium sökte De la Gardie ivrigt befordra näringarnas blomstring. Han utnämndes till överstemarskalk 1727, men fortsatte att ägna handelspolitiken sitt främsta intresse, något som kom att föra honom över till den partikombination, som började bildas mot Horn. Som gammal franskvän gjorde han sitt palats till en samlingsplats för de oppositionella, och arbetade i rådet för krig mot Ryssland och blev genom sin ställning och rikedom en av förgrundsgestalterna i det framväxande hattpartiet.
De la Gardie gifte sig 1711 med grevinnan Hedvig Catharina Lillie, dotter till Axel Johan Lillie och grevinnan Agneta Wrede.
Barn:
1. Brita Sophia De la Gardie (1713–1797)
2. Eva De la Gardie (1724–1786)
3. Pontus Fredrik De la Gardie (1726–1791)
4. Ulrik Gustaf De la Gardie (1727–1809)
5. Carl Julius De la Gardie (1729–1786)
6. Hedvig Catharina De la Gardie (1732–1800)